# Clavularia crassa
Espèce
Clavularia crassa, la Clavulaire commune, est une espèce de cnidaires de la famille des Clavulariidés.